# Hans-Peter Ludin
Hans-Peter Ludin (* 22. Februar 1936 in St. Gallen) ist ein Schweizer Neurologe.

## Leben
Ludin studierte Medizin an der Universität Bern und schloss 1961 mit Staatsexamen und Promotion ab. Seine Ausbildung zum Facharzt absolvierte er in Kopenhagen, Bern und Tschugg. Seine akademischen Lehrer waren Alexander von Muralt, Marco Mumenthaler (Bern) und Fritz Buchthal (Kopenhagen). Zurück am Inselspital in Bern, leitete Ludin von 1970 bis 1989 die EMG-Station und stand von 1983 bis 1989 der Neurologisch-Neurochirurgischen Poliklinik vor. 1973 wurde er an der Universität Bern für Neurologie, besonders klinische Neurophysiologie, habilitiert und 1977 zum nebenamtlichen und 1986 zum vollamtlichen ausserordentlichen Professor ernannt. Von 1989 bis 1999 arbeitete Ludin als Chefarzt der Klinik für Neurologie am Kantonsspital St. Gallen.
Von 1983 bis 1985 war Ludin Präsident der Schweizerischen Neurologischen Gesellschaft. 1985 war er einer der Gründer der Schweizerischen Parkinsonvereinigung, der er von 1985 bis 1991 als Vizepräsident und von 1985 bis 2011 als Präsident des Fachlichen Beirates und des Forschungsausschusses diente.